# Нижнє Бабино
Нижнє Бабино (рос. Нижнее Бабино) — село в Обоянському районі Курської області Російської Федерації.
Населення становить 135 осіб. Входить до складу муніципального утворення Бабинська сільрада.

## Історія
Населений пункт розташований на території українського етнічного та культурного краю Східна Слобожанщина.
Від 2004 року входить до складу муніципального утворення Бабинська сільрада.

## Населення
| 1675 | 2002 | 2007 | 2008 | 2009 | 2010 | 2011 |
| ---- | ---- | ---- | ---- | ---- | ---- | ---- |
| 634  | ↘172 | ↗190 | ↘172 | ↘155 | ↘132 | ↗161 |
| 2012 | 2013 | 2014 | 2015 |      |      |      |
| ↘149 | ↘146 | ↘135 | →135 |      |      |      |